# Liquigas-Doimo/2010
Deze pagina geeft een overzicht van de Liquigas-Doimo-wielerploeg in 2010.

## Algemeen
Sponsors: Liquigas (gasbedrijf), Doimo
Algemeen manager: Roberto Amadio
Ploegleiders: Biagio Conte, Dario Mariuzzo, Mario Scirea, Paolo Slongo, Alberto Volpi en Stefano Zanatta
Fietsmerk: Cannondale
Materiaal en banden: Campagnolo, Vittoria

## Renners
| Naam                   | Geboortedatum | Nationaliteit | Ploeg 2009                     |
| ---------------------- | ------------- | ------------- | ------------------------------ |
| Valerio Agnoli         | 06-01-1985    | Italië        |                                |
| Ivan Basso             | 26-11-1977    | Italië        |                                |
| Francesco Bellotti     | 06-08-1979    | Italië        | Team Barloworld                |
| Daniele Bennati        | 24-09-1980    | Italië        |                                |
| Maciej Bodnar          | 07-03-1985    | Polen         |                                |
| Francesco Chicchi      | 27-11-1980    | Italië        |                                |
| Davide Cimolai         | 13-08-1989    | Italië        |                                |
| Tiziano Dall'Antonia   | 26-07-1983    | Italië        | CSF Group-Navigare             |
| Mauro Finetto          | 10-05-1985    | Italië        | CSF Group-Navigare             |
| Jacopo Guarnieri       | 14-08-1987    | Italië        |                                |
| Robert Kišerlovski     | 09-08-1986    | Kroatië       | Fuji-Servetto                  |
| Kristjan Koren         | 25-11-1986    | Slovenië      | Bottoli Nord Elettrica Ramonda |
| Roman Kreuziger        | 06-05-1986    | Tsjechië      |                                |
| Aljaksandr Koetsjynski | 27-10-1979    | Wit-Rusland   |                                |
| Vincenzo Nibali        | 14-11-1984    | Italië        |                                |
| Daniel Oss             | 13-01-1987    | Italië        |                                |
| Maciej Paterski        | 12-09-1986    | Polen         |                                |
| Franco Pellizotti      | 15-01-1978    | Italië        |                                |
| Manuel Quinziato       | 30-10-1979    | Italië        |                                |
| Fabio Sabatini         | 18-02-1985    | Italië        |                                |
| Peter Sagan            | 16-01-1990    | Slowakije     | Dukla Merida Trencin           |
| Ivan Santaromita       | 30-04-1984    | Italië        |                                |
| Sylwester Szmyd        | 12-03-1978    | Polen         |                                |
| Brian Bach Vandborg    | 04-12-1981    | Denemarken    |                                |
| Alessandro Vanotti     | 16-09-1980    | Italië        |                                |
| Elia Viviani           | 07-02-1989    | Italië        |                                |
| Frederik Willems       | 08-09-1979    | België        |                                |
| Oliver Zaugg           | 09-05-1981    | Zwitserland   |                                |

## Overwinningen
| Ronde van San Luis 1e etappe: Francesco Chicchi 4e etappe: Vincenzo Nibali Eindklassement: Vincenzo Nibali Ronde van Qatar 4e etappe: Francesco Chicchi 6e etappe: Francesco Chicchi Ronde van Oman 2e etappe Daniele Bennati Ronde van Sardinië 2e etappe: Roman Kreuziger Eindklassement: Roman Kreuziger Parijs-Nice 3e etappe: Peter Sagan 5e etappe: Peter Sagan Tirreno-Adriatico 3e etappe: Daniele Bennati Internationale Wielerweek 1e etappe: Francesco Chicchi 2e etappe (PT): Liquigas-Doimo Eindklassement: Ivan Santaromita | Ronde van Turkije 8e etappe: Elia Viviani Ronde van de Apennijnen Winnaar: Robert Kišerlovski Ronde van Romandië 1e etappe: Peter Sagan Ronde van Italië 4e etappe (Ploegentijdrit) 14e etappe: Vincenzo Nibali 15e etappe: Ivan Basso Algemeen klassement: Ivan Basso Ploegenklassement Ronde van Californië 4e etappe: Francesco Chicchi 5e etappe: Peter Sagan 6e etappe: Peter Sagan Ronde van Slovenië 3e etappe: Vincenzo Nibali 4e etappe: Francesco Chicchi Eindklassement: Vincenzo Nibali Nationale kampioenschappen Wit-Rusland (wegwedstrijd): Aljaksandr Koetsjynski | Ronde van Polen 1e etappe: Jacopo Guarnieri GP Industria e Commercio Artigianato Carnaghese Winnaar: Ivan Basso GP Città di Camaiore Winnaar: Kristjan Koren Trofeo Melinda Winnaar: Vincenzo Nibali Ronde van Veneto Winnaar: Daniel Oss Ronde van Spanje Eindklassement: Vincenzo Nibali Combiné-klassement: Vincenzo Nibali Memorial Marco Pantani Winnaar: Elia Viviani Ronde van Toscane 2e etappe: Daniele Bennati Circuit Franco-Belge 2e etappe: Jacopo Guarnieri Memorial Frank Vandenbroucke Winnaar: Elia Viviani |

2005 · 2006 · 2007 · 2008 · 2009 · 2010 · 2011 · 2012 · 2013 · 2014
AG2R-La Mondiale · Astana · Caisse d'Epargne · Euskaltel-Euskadi · Footon-Servetto-Fuji · Française des Jeux · Team Garmin-Transitions · Team HTC-Columbia · Katjoesja · Lampre-Farnese Vini · Liquigas-Doimo · Team Milram · Omega Pharma-Lotto · Quick·Step · Rabobank · Team RadioShack · Team Saxo Bank · Team Sky